# 검은 옷 이야기
《검은 옷 이야기》(일본어: 黒服物語 くろふくものがたり[*])는 2014년 10월 24일부터 12월 12일까지 일본의 TV 아사히가 제작, 방영한 드라마이다.

## 개요
의대를 준비 중인 재수생 아키라는 호스티스에게 첫눈에 반해 밤의 세계에서 일하기 시작한다. 주인공의 성장과 사랑 이야기를 그린 드라마이다.

## 줄거리
아버지가 의사가 지닌 지방 출신 예비 학교생 오가와 아키라는 아버지의 자리를 이을 위해서 공부에 힘쓰다 매일이었다. 깔린 레일에 따르고 살아갈 인생에 염증을 느끼던 가운데 No.1 술집 언니 쿄코와 만난다. 다시 만나고 싶다고 생각한 아키라는 쿄코의 근무하는 룸싸롱을 알아내객으로 접근하지만, 호유 끝 "무전 취식"으로 검은 옷이 나무란다. 궁지에 몰린 아키라의 낸 답이 검은 옷으로 일하고 보상것이었다. 이렇게 아키라에게는 사면 초가인 상황에서 미지의 검은 옷의 세계에 첫발을 내디디게 된다.

## 등장인물

### 이케부쿠로・캬바쿠라(Juliet → New Juliet)
중심인물
- 오자와 아키라(小川 彰) (24세) - 나카지마 켄토(Sexy Zone)
- 쿄코(杏子) (26세) - 사사키 노조미
- 하라다 타쿠미(原田 巧) (28세) - 야마모토 유스케
- 미키(美樹) (22세) - 카시와기 유키(AKB48)

검은옷
- 사이토 마사히로 - 다케나카 나오토

줄리엣의 점장.
- 타치바나 유우지 (26세) - 나카오 아시요시
- 타나베 노보루 (23세) - 야스이 켄타로
- 아이카와 겐키 (22세) - 슌타로 아나기

캬바쿠라
- 아야노 - 쿠로카와 토모카
- 세이코 - 이리야마 안나(AKB48)
- 마오 - 가케이 미와코
- 아케미 - 스기모토 유미
- 준 - 야나기 유리나
- 미치루 - 후쿠요시 마리나
- 사미 - 카네다 아야나

칸쟈기 홀딩스
- 간자키 마모루 - 기타무라 유키야

「줄리엣」의 오너이자, 칸쟈키 그룹의 회장.
- 이치무라 쿠니아키 - 미야카와 이치로우타(후반투입)

「칸쟈키 그룹」의 회장이자, 칸쟈키 오너의 오른팔.
아키라의 친구
- 카스가이 카오루 - 아이바 히로키

의학부 3학년으로 아키라의 고등학교 동급생.

### 클럽 딜리셔스
- 구로카와 겐지 - 키노시타 호우카

클럽 딜리셔스의 오너.
- 타마키 유즈루 - 카나메 준

클럽 딜리셔스의 치프.
- 에모토 - 이타쿠라 타케시
- 스나다 - 시미즈 카즈키
- 오다기리 - 히다 신야

### 아키라의 가족
- 오가와 요사히코 - 진보 사토시

아키라의 아버지. 오자와 의원이라는 병원의 개업했다.
- 오가와 이치코 - 나카지마 히로코

아키라의 어머니.

### 그 외 인물
제1화
- 히데토 - 사노 카즈마
- 타무라 노모토리 - 시라이시 타다시(최종화)
- 카키 자키 - 하나가사키 코이치
- 쿠도 - 렌카라무시 히로시 아키라
- 사에키 - 미노와 유우타
- 히사즈미 - 쿠로키 유우세에

제2화
- 유카리 - 이와사 마유코(최종화)
- 아오이 - 아이자와 리나(제3화·최종화)
- 조니 사카모토 - 오쿠노 에이타
- 이토 - 마츠히마 료타
- 마츠시마 - 타츠마 아오이(최종회)
- 엔도 - 카와부치 요시카즈(최종화)
- 카와구치 - 카와부 치요시 카즈
- 아카네 - 후쿠카와 마나미

제3화
- 카네코 다이 - 카사하라 리오니
- 하야시 - 신카이 후미노리

제4화
- 사에키 유즈루 - 츠다 칸지

화보 잡지에서 뛰고 있는 프리랜서 카메라 맨.자신의 모델에 적합하고〈Juliet〉에 눌어붙지만 실제로는 자신의 강간 상대를 찾고 있어 마오를 교묘한 말로 꼬셔서 독수에 채우려 했으나 최종적으로는 아키라와 유우지의 저지로 계획은 실패하고 그들의 신고로 달려온 경찰에게 붙잡혔다.
- 오시마 - 오오타키 아시로시
- 야구치 신지 - 타니구치 하지메

제5화
- 사라 - 미즈사와 에레나
- 사와다 토오루 이치로 - 아베리료 헤이

제6화
- 오치아이 센조 - 야마시타 신지
- 이노사키 노키다이가 - 아카스기 코지
- 스네이크 츠바키 - 와타나베 타쿠
- 스미야 에이사쿠 - 니시야마 사토시
- 마키무라 타카시 - 키타다이타 카시
- 아사미 - 토이치 에미
- 토미 - 타노 요시키
- 와타나베 - 히라카와 히로아키

제7화
- 데이브 스펙터 - 데이브 스펙터
- 유미 - 오구라 모모요
- 리카 - 스기우라 아이

최종화
- 이케우치 - 야지마 슌사쿠
- 콘도 - 이마무라 히토시
- 미시마 - 사카 토시히로
- 하시모토 - 미야카와 히로아키
- 이시구로 료타로 - 상슈 류키
- 시마모토 타쿠지 - 콘도 오키야

## 제작진
- 원작 - 쿠라시나 료/작화-나리타 나부 『 검은 옷 이야기 』(집영사 간)
- 각본 - 오우키 시즈카, 야마우라 마사히로
- 음악 - 나카니시 쿄
- 연출 - 코마츠 타카시, 우에다 히사시
- 주제가 - Sexy Zone 《너에게 HITOMEBORE》 (포니 캐넌)
- 조감독 - 洞功二
- 사운드 디자인 - 콘도 타카시
- 댄스 지도 - 나카무라 마치코, 타케다 세이지
- 액션 크리에이터 - 다이도우지 토시노리
- 의료 감수 - 야마모토 마사 타다시
- 제너럴 프로듀서 - 요코치 카오루, 영국(TV 아사히)
- 프로듀서 - 오에 타츠키(텔레비전 아사히)/시주 등, 기소 기미코(MMJ)
- 프로듀서보 - 니시하라리소 오지츠, 마마 케이코
- 제작- TV 아사히, MMJ